# Gira il mondo principessa stellare
Gira il mondo principessa stellare (Cosmic Baton Girl コメットさん☆?, Cosmic Baton Girl Comet-san) è una serie televisiva anime di 43 episodi di genere mahō shōjo trasmessa in Giappone da TV Tokyo tra l'aprile 2001 e il gennaio 2002 e poi in quasi tutta l'Asia dal canale satellitare Animax. L'anime è un omaggio alle due stagioni del popolare telefilm Comet-san, andate in onda in Giappone rispettivamente dal 3 luglio 1967 al 30 dicembre 1968 e dal 12 giugno 1978 al 24 settembre 1979, e arrivate anche nei paesi di lingua spagnola.
In Italia la serie animata è stata doppiata dalla Merak Film di Milano e trasmessa per la prima volta nel 2004 su Italia Teen Television con le sigle di apertura e chiusura originali. Nel 2006 la serie è stata replicata su Italia 1 e nel 2007 su Boing con una nuova sigla cantata da Cristina D'Avena, composta da Danilo Aielli e Maurizio Perfetto e scritta da Alessandra Valeri Manera.

## Trama
Il Sistema Nebulare Triangolare è formato da tre pianeti: Harmonica, Castanet e Tambourine, governati da altrettante famiglie reali. Per unire i regni, viene organizzata una grande festa nella quale il Principe di Tambourine dovrà scegliere come sposa una delle due principesse, ma il Principe scappa sulla Terra e Comet, principessa di Harmonica, decide di partire alla sua ricerca insieme all'assistente Gommino, non tanto per sposarlo, quanto per curiosità.
Anche Meteo, la capricciosa principessa di Castanet, scende sulla Terra con Mook per cercare il Principe e mettere i bastoni tra le ruote a Comet.

## Personaggi

### Harmonica
Comet (コメット?, Kometto)
Doppiata da: Aki Maeda (ed. giapponese), Cinzia Massironi (ed. italiana)
Principessa dodicenne del regno stellare di Harmonica, è testarda e decisa, ma anche dolce, simpatica e gentile. Comet sembra sottovalutare il suo ruolo di principessa e preferisce giocare con le stelle che soddisfare le aspettative di tutti sposando il principe di Tambourine. Quando il principe scompare, Comet viene mandata sulla Terra, ma, più che voler cercare il principe, la ragazza desidera vivere delle belle esperienze, come fece la madre da giovane, e questo fa disperare Gommino, il partner che le è stato affidato per non farle dimenticare l'importante missione che deve compiere. Comet è molto altruista e la sua natura gentile le fa instaurare bei rapporti con tutte le persone che incontra; vuole bene a tutti e non fa distinzioni, infatti vorrebbe diventare amica di Meteo, nonostante il comportamento sgarbato che questa le riserva. Comet, però, non ha mai provato l'amore, e per questo le ci vuole del tempo per rendersi conto di essersi innamorata di Keisuke. Appena giunta sulla Terra, Comet incontra i gemelli Nené e Tolmino e viene ospitata dalla loro famiglia. Sulla Terra, non frequenta la scuola umana perché su Harmonica si è già diplomata.
Gommino (ラヴァルモット・プロヴォーネ 「ラバボー」?, Ra Varumotto Purovōne "Rababō", La Valmot Provone "Rababoo")
Doppiato da: Taeko Kawata (ed. giapponese), Federica Valenti (ed. italiana)
L'animaletto guida di Comet sulla Terra, riesce a percepire la brillantezza stellare, caratteristica fondamentale per un principe. È piuttosto testardo, ma è leale e sincero e protegge la principessa. La sua casa è la Tinkle Star di Comet. È in grado di gonfiarsi a dismisura per saltare e arrivare in cielo; è continuamente tormentato dai gemelli e per questo cerca sempre di nascondersi. Nell'episodio 19 s'innamora di Gommina, la creatura stellare di Spezia: l'amore per lei fa trasformare l'estremità della sua coda da stella a cuore, e la macchia attorno all'occhio destro passa da arancione a rosa.
Gommina (ラバピョン?, Rabapyon, Rabapyon)
Doppiata da: Sayaka Aoki (ed. giapponese), Serena Clerici (ed. italiana)
Il grande amore di Gommino, è una coniglietta stellare. È molto bella e delicata e cucina ottimi budini al cioccolato; nonostante il suo aspetto dolce, ha un carattere testardo ed irascibile. È in grado di percepire le altre creature stellari. Compagna di Spezia, la zia di Comet, vive in una casetta nel bosco vicino alla pensione della donna: la sua casa viene però distrutta nell'episodio 20 durante l'incendio. Si prende cura degli animali del bosco. Alla fine della serie, parte per Harmonica con Gommino e Comet.
Re (王様?, Ōsama)
Doppiato da: Yasuo Iwata (ed. giapponese), Tony Fuochi (ed. italiana)
Il padre di Comet, è ciccione e gli piace molto dormire. È molto preoccupato per la figlia e cerca di contattarla di nascosto perché la moglie non vuole.
Regina (王妃?, Ōhi)
Doppiata da: Yumiko Kokonoe (ed. giapponese), Patrizia Salmoiraghi (ed. italiana)
La madre di Comet, è una donna molto gentile. Quando era giovane andò sulla Terra e s'innamorò di un umano, ma non l'ha mai detto al marito. È la voce narrante delle avventure di Comet sulla Terra.
Mago (ヒゲノシタ?, Higenoshita)
Doppiato da: Hiroshi Ōtake (ed. giapponese), Pietro Ubaldi (ed. italiana)
Il consigliere di Harmonica, è più determinato di Gommino nel volere che Comet trovi e sposi il principe. Maestro di Comet, rifiuta il potere dell'amore. Può trasformarsi in un chihuahua marrone con la barba rosa. Odia che lo si chiami "vecchietto".
Spezia (スピカ?, Supika, Spica) / Mirna Hiiragi (柊 美穂?, Hiiragi Miho, Miho Hiiragi)
Doppiata da: Kumiko Ōba (ed. giapponese), Loredana Nicosia (ed. italiana)
Zia di Comet, è la proprietaria di Gommina. Ex-principessa di Harmonica e sorella della madre di Comet, dopo essere andata sulla Terra ha deciso di trasferirvisi; in seguito, ha sposato un umano. Nell'episodio 30, Comet scopre che aspetta un bambino.

### Castanet
Meteo (メテオ?, Meteo)
Doppiata da: Chieko Honda (ed. giapponese), Emanuela Pacotto (ed. italiana)
Principessa del regno stellare di Castanet, parte anche lei alla ricerca del principe Planet, ma invece di cercarlo per conto suo, pedina Comet. Impulsiva, presuntuosa e prepotente, è molto determinata nel raggiungere i suoi obiettivi, ma in realtà è fragile e soffre di solitudine. Non dice mai quello che pensa. Come partner nel suo viaggio sulla Terra ha Mook. Viene ospitata dagli anziani coniugi Tomeko e Tojiro, sui quali ha scagliato un incantesimo che fa credere loro che Meteo sia Misako, la figlia morta; dall'episodio 18, comincia a comportarsi in modo più gentile nei loro confronti. Considera Comet una rivale da quando lei l'ha fatta inciampare per sbaglio durante il concorso per miglior ballerina di danza classica all'asilo: per questo, cerca sempre di metterle i bastoni tra le ruote ed è convinta che complotti qualcosa contro di lei. Ha paura dell'acqua alta e non sa nuotare; adora le televendite. Nell'episodio 36 riceve il potere dell'amore da Gommino, ma dall'episodio 37, quando accetta il suo amore per Shun, riesce a generarlo autonomamente.
Muweizen Knedel "Mook" (ムーヴァイツェン・クネーデル 「ムーク」?, Mūvaitsen Kunēderu "Mūku")
Doppiato da: Nanori Nagasawa (ed. giapponese), Cristiana Rossi (ed. italiana)
Il partner di Meteo nel suo viaggio sulla Terra, è un gufo viola ed è costantemente maltrattato da Meteo. Cerca di far capire alla sua principessa che Comet non è una persona subdola. Invidia Gommino perché la sua principessa è dolce e comprensiva. Nell'episodio 36, sviluppa un piano per far innamorare Comet e Shun, ma poi ci rinuncia perché Meteo è innamorata del ragazzo.
Regina (女王?, Joō)
Doppiata da: Rika Fukami (ed. giapponese), Lorella De Luca (ed. italiana)
Madre di Meteo, è una donna aggressiva e brusca che non sembra tenere molto in considerazione i desideri della figlia. Arriva sulla Terra nell'episodio 29 per modificare i preconcetti di Meteo sui terrestri; dopo aver visto la brillantezza di Keisuke, decide di portarlo nel Sistema Nebulare Triangolare, ma Meteo e Comet la convincono a desistere e ripartire. Torna una volta trovato il principe per recuperare la figlia.

### Tambourine
Planet (プラネット?, Puranetto)
Doppiato da: Shizuka Ishikawa (ed. giapponese), Luca Sandri (ed. italiana)
Principe di Tambourine, è scappato sulla Terra. Durante la fuga ha perso una pietra verde, la Pietra della memoria, che viene raccolta da Comet. Nell'episodio 39, si presenta a casa Fujiyoshi con le sembianze di Keisuke. Nell'episodio 41, Comet e Meteo scoprono che è il principe di Tambourine, che si è liberato della propria brillantezza, non volendo essere un burattino nelle mani delle stelle e accettare, di conseguenza, il matrimonio con due principesse mai conosciute. Oltre a dire queste cose a Comet, le confida anche che, dopo la sua fuga, era tornato quasi subito su Tambourine, ma che era stato rimandato sulla Terra nella speranza che recuperasse la brillantezza stando accanto alle due principesse. Il Gran Ciambellano di Tambourine gli rivela, infatti, che la sua brillantezza perduta risiede in una delle due principesse. Alla fine della serie, annuncia di essere troppo giovane per salire al trono e scegliere una sposa. Riparte poi per la Terra con Tsukibito per cercare da solo la brillantezza perduta.
Tsukibito (ツキビト?, Tsukibito)
Doppiato da: Umi Tenjun (ed. giapponese), Tosawi Piovani (ed. italiana)
Compare nell'episodio 34 come sostituto di Gommino. Un giullare con la testa a forma di luna, genera da solo il Potere Stellare, e quindi Comet non ha bisogno di ricaricarsi. Alla fine dell'episodio, con il ritorno di Gommino, torna su Tambourine, dove il Gran Ciambellano gli ordina di andare ad assistere "lui". Torna nell'episodio 39 con il principe Planet, nascostosi sotto le sembianze di Keisuke. Diventa il partner del principe, come Gommino e Mook lo sono per Comet e Meteo.
Mira (ミラ?, Mira)
Doppiata da: Sanae Kobayashi (ed. giapponese), Alessandra Karpoff (ed. italiana)
Ragazza che Comet incontra nell'episodio 24, ha i capelli biondi raccolti in due trecce e gli occhiali. È giunta sulla Terra da Tambourine insieme al fratello per conto del Congresso della stella, che ha ordinato loro di trovare il principe Planet. Una ragazza timida, sbadata e mangiona, la sua intenzione era di concludere gli studi sulla Terra, ma le difficoltà incontrate, tra le quali il non essere riuscita a farsi degli amici, l'hanno fatta desistere dal suo proposito e abbandonare la scuola, dove, facendosi passare per una ragazza di nome Minami, frequentava la classe 1-B. A causa di queste delusioni, pensa che la Terra sia un brutto luogo dove vivere, ma poi Comet decide di ospitarla a casa Fujiyoshi per qualche giorno e insegnarle le bellezze del pianeta. Con l'aiuto di Comet, Mira torna a scuola, si fa degli amici e rende accogliente l'appartamento suo e del fratello. Nell'episodio 33 riparte per Tambourine, ma torna nell'episodio 40. Vorrebbe che il principe scegliesse Comet.
Karon (カロン?, Karon)
Doppiato da: Chihiro Kusaka (ed. giapponese), ? (ed. italiana)
Il fratello minore di Mira, ha risentito molto più della sorella dell'ambiente ostile della Terra ed è caduto in depressione, arrivando a chiedere aiuto a Meteo tramite un motociclista misterioso creato con il Potere Stellare, e che la principessa credeva essere in realtà il principe. Dopo averlo perdonato, Meteo lo prende sotto la sua custodia per farlo diventare più forte per poter così meglio affrontare le difficoltà della vita sulla Terra. Piange spesso e nell'episodio 25 si fa finalmente degli amici. Nell'episodio 33 riparte per Tambourine, ma torna nell'episodio 40. Vorrebbe che il principe scegliesse Meteo.
Hengerino (ヘンゲリーノ?, Hengerīno)
Doppiato da: Haruo Satō (ed. giapponese), ? (ed. italiana)
Un camaleonte, è il Gran Ciambellano. Nell'episodio 34 rapisce Gommino e Mook.

### Terra
Keisuke Mishima (三島 佳祐?, Mishima Keisuke)
Doppiato da: Mayumi Asano (ed. giapponese), Simone D'Andrea e Tosawi Piovani (da bambino) (ed. italiana)
Assistente di spiaggia e mozzo sulla barca a vela di Keitaro, vuole diventare il miglior bagnino del mondo e ama l'oceano. A causa della sua timidezza e delle difficoltà che ha nel comunicare i propri sentimenti, è piuttosto scontroso con le persone e all'inizio si comporta male anche con Comet; tuttavia, già nell'episodio 8 sembra essersi innamorato della principessa, arrossendo tutte le volte che si parla di lei. Nasconde le sue debolezze, ma è molto maturo. Pratica il surf e vive da solo perché il padre è morto in un naufragio. Non prova simpatia per Shun a causa del legame che questo ha con Comet; inoltre, gli sta antipatica Meteo. In autunno, quando le spiagge sono chiuse, svolge lavoretti part-time. Nell'episodio 28, parte per l'Australia per frequentare un corso di perfezionamento della durata di tre anni; non riesce, però, a superare la prova di selezione.
Shun "Imashun" Imagawa (今川 瞬?, Imagawa Shun)
Doppiato da: Hiroki Shimowada (ed. giapponese), Davide Garbolino (ed. italiana)
Cantante aiutato da Comet nell'episodio 9, ha una cotta per lei. È l'idolo delle ragazze e nei suoi occhi brilla la luce stellare: per questo motivo viene corteggiato da Meteo, che crede sia il principe. Gentile, disponibile, aperto e sincero, anche se rimane innamorato della principessa di Harmonica si affeziona moltissimo a Meteo, scrivendo una canzone da farle cantare perché pensa abbia una bella voce. Prima di iniziare a fare il cantante, suonava la chitarra per strada, ma poi è stato scoperto da Kurowa, che in seguito è diventato il suo manager. Nell'episodio 42, Meteo gli cancella tutti i ricordi relativi a lei e Comet.
Nené Fujiyoshi (藤吉 寧々?, Fujiyoshi Nene) & Tolmino Fujiyoshi (藤吉 剛?, Fujiyoshi Tsuyoshi, Tsuyoshi Fujiyoshi)
Doppiati da: Yuki Matsuoka e Kurumi Mamiya (ed. giapponese), Giovanna Papandrea (Nené) e ? (Tolmino) (ed. italiana)
Sono i due gemelli che decidono di ospitare Comet a casa loro. Simpatici, buffi e impiccioni, Tolmino riscuote molto successo tra le bambine, mentre Nené è dolce e molto vivace, e il suo cartone animato preferito è "Le bambole delle meraviglie". Il ciuffo di Tolmino è pettinato verso destra, quello di Nené verso sinistra. Inizialmente chiamano Comet "signorina sempre nei guai" e frequentano l'asilo.
Sayaka Fujiyoshi (藤吉 沙也加?, Fujiyoshi Sayaka)
Doppiata da: Mīna Tominaga (ed. giapponese), Elisabetta Spinelli (ed. italiana)
La madre di Nené e Tolmino, aiuta sempre chi ha dei problemi. Gestisce un negozio vicino alla spiaggia, l'"Hon no kimochiya", e Comet le dà una mano. Il suo obiettivo è vendere oggetti artigianali fatti con amore e sentimento. È molto chiacchierona ed è una grande fan di Shun.
Keitaro Fujiyoshi (藤吉 景太朗?, Fujiyoshi Keitarō)
Doppiato da: Jin Yamanoi (ed. giapponese), Giorgio Bonino (ed. italiana)
Il padre di Nené e Tolmino, è un architetto appassionato di modellismo e ha progettato la pensione dove abita Spezia con il marito. Finge che la sua casa sia un regno e ne esiste anche una Costituzione. Ha una barca a vela e un campo che coltiva. Il suo più grande sogno è avere una fattoria.
Shuzo Hiiragi (柊 修造?, Hiiragi Shūzō)
Doppiato da: Katsuhiro Kitagawa (ed. giapponese), ? (ed. italiana)
Il marito di Spezia, è il proprietario di una pensione nella prefettura di Nagano.
Kojiro Kazaoka (風岡 幸治郎?, Kazaoka Kōjirō) & Tomeko Kazaoka (風岡 留子?, Kazaoka Tomeko)
Doppiati da: Tōru Shinagawa e Kuniko Kashī (ed. giapponese), Tullia Piredda (ed. italiana)
I genitori adottivi di Meteo, per colpa di un incantesimo lanciato su di loro credono che la ragazza sia la figlia Misako, del tutto identica a Meteo a parte per i capelli, che sono castani invece che verdi. Si affezionano molto alla principessa.
Maestra Yuki (有希先生?, Yūki-sensei)
Doppiata da: Sanae Kobayashi (ed. giapponese), Patrizia Scianca (ed. italiana)
È la maestra d'asilo di Nené e Tolmino ed è una persona molto gentile.
Kunya "Panic" Hani (羽仁 君也 「パニッくん」?, Hani Kunya "Panikkun")
Doppiato da: Akari (ed. giapponese), Patrizia Mottola (ed. italiana)
Amico di Nené e Tolmino, frequenta l'asilo con loro. Il suo soprannome, Panic, deriva dal fatto che ha paura di tutto. Nell'episodio 8 Meteo lo nomina "agente speciale Nº 006 dei servizi segreti di Castanet" con il compito di spiare Comet.
Kamiya Hani (羽仁 神也?, Hani Kamiya)
Doppiato da: Makoto Tsumura (ed. giapponese), Monica Bonetto (ed. italiana)
Il fratello maggiore di Panic, ha una cotta per Meteo da quando l'ha incontrata per la prima volta in una libreria del centro. Segue Meteo costantemente.
Ai (Tsuyoshi Toukichi), Mai & Mia
Doppiate da: Serena Clerici (Ai), Tosawi Piovani (Mai) e Sabrina Bonfitto (Mia) (ed. italiana)
Sono tre bambine della classe della Luna che assillano Tolmino chiedendogli un bacio. Ai ha i capelli castano scuro, quelli di Mai sono blu scuro, mentre Mia ha i capelli castano chiaro e ricci. Sono fan di Shun.
Taichi (太一?, Taichi)
Doppiato da: Sanae Kobayashi (ed. giapponese), Laura Brambilla (ed. italiana)
È un amico di Nené e Tolmino e mangia sempre.
Gen "Gen-chan" (源ちゃん?, Minamoto-chan)
Doppiato da: Tomo Saeki (ed. giapponese), Monica Bonetto (ed. italiana)
Un nuovo alunno della classe di Nené e Tolmino, dice sempre quello che pensa. Piuttosto lento nel fare le cose, gli piacciono i mostri.
Hiroshi Kashima (鹿島 洋?, Kashima Hiroshi)
Doppiato da: Hikaru Horie (ed. giapponese), Luca Bottale (ed. italiana)
È un signore che Comet incontra nell'episodio 6. Raccoglie i pezzi di legno che la marea lascia sulla spiaggia e li utilizza per creare delle sculture di legno riciclato. Insegna ai bambini dell'asilo a lavorare la creta e l'argilla.
Yuchi Maejima (前島 優衣?, Maejima Yui, Yui Maejima)
Doppiata da: Yui Maejima (ed. giapponese), Tosawi Piovani e Patrizia Salmoiraghi (dall'episodio 27 in poi) (ed. italiana)
È una ragazza che Comet incontra nell'episodio 8. Lavora per l'atelier di moda di Shino Hanamura, ma si sente incompresa dalla direttrice, che non sembra apprezzare i suoi disegni e li definisce troppo semplici. Alla fine, capisce che un abito da sposa deve essere indossato una volta sola, nel giorno speciale del proprio matrimonio, ed è di questo che deve tener conto quando disegna. S'innamora di Kashima.
Kiyoshi Takai (高井 清?, Takai Kiyoshi)
Doppiato da: Toshiaki Kuwahara (ed. giapponese), Massimo Di Benedetto (ed. italiana)
È un giocatore di baseball che Comet incontra per la prima volta nell'episodio 11. È molto bravo, ma solo in allenamento, perché durante le partite sente su di sé il peso delle aspettative dell'allenatore, dei compagni di squadra e dei tifosi. È il ragazzo di Asuka. Nell'episodio 36 viene ingaggiato da una squadra americana.
Asuka Kurata (倉田 明日香?, Kurata Asuka)
Doppiata da: Sayuri Tanaka (ed. giapponese), Laura Brambilla (ed. italiana)
È una majorette che Comet incontra per la prima volta nell'episodio 11. È la ragazza di Takai e convince Comet a entrare a far parte del gruppo delle majorette che sostengono la squadra di baseball. Arruola nella squadra anche Mira e Karon.
Michiru Moriwaki (森脇 みちる?, Moriwaki Michiru)
Doppiata da: Makoto Tsumura (ed. giapponese), Sabrina Bonfitto (ed. italiana)
Una majorette, ha qualche difficoltà nel far roteare il bastone.

## Oggetti magici
Tinkle Star (トゥインクルスター?, Tuinkuru Sutā)
È il pendente a forma di stella che fa da casa a Gommino e a Mook; permette anche alle principesse di trasformarsi. Il Tinkle Star di Comet è rosa, mentre quello di Meteo è verde. Funziona anche come sensore: quando è in presenza di brillantezza, suona e si illumina. A partire dall'episodio 20, il Tinkle Star di Comet diventa a forma di cuore quando Gommino, innamorato, vi entra. Il Tinkle Star di Meteo, invece, cambia forma grazie al potere dell'amore, diventando una rosa, nell'episodio 36.
Magic Twirling (トゥインクルバトン?, Tuinkuru Baton, Tinkle Baton)
È il bastone da majorette che permette a Comet e Meteo di compiere le magie con il Potere Stellare. Con il potere dell'amore, una delle estremità del Magic Twirling di Comet diventa a forma di cuore, mentre una di quelle del bastone di Meteo diventa a forma di rosa.
Sfera della Memoria (メモリーボール?, Memorī Bōru, Memory Ball)
È una sfera contenente una stella gialla che Comet usa per conservare i bei ricordi delle esperienze vissute sulla Terra. Anche i suoi genitori ne hanno una identica, che utilizzano per sapere che cosa ha fatto Comet durante la giornata. Comet la usa anche per conservare la pietra verde persa dal principe di Tambourine.
Pietra della Memoria (メモリーストーン?, Memorī Sutōn, Memory Stone)
È una pietra verde utilizzata su Tambourine per conservare i ricordi e ha la stessa funzione della Sfera della Memoria. Comet conserva quella persa dal principe di Tambourine, al quale la riconsegna nell'ultimo episodio.
Tinkle Phone (トゥインクルフォン?, Tuinkuru Fon)
È un telefono cellulare creato da Comet con il Potere Stellare e alcuni petali di ciliegio nel secondo episodio. Ha la forma di una stella rosa e le permette di telefonare a casa. Anche Meteo ne ha uno identico, ma di colore viola. Comet distrugge il suo nell'episodio 42.

## Poteri
- Ricarica scettro: Comet e Meteo ricaricano i Magic Twirling di Potere Stellare, che serve loro per compiere le magie.

- Potere Stellare: viene utilizzato per compiere le magie con il Magic Twirling. Comet usa "Étoile"[15], mentre Meteo usa "Stern"[16]. A volte, l'incantesimo è preceduto da una formula introduttiva[17], utilizzata di solito quando le due principesse sono trasformate. Il Potere Stellare è rosa per Harmonica, verde per Castanet e giallo per Tambourine. Quando Comet si trasforma con il Potere Stellare, il suo costume è rosa e lungo fino a metà coscia, mentre quello di Meteo è giallo e viola e lungo fino ai piedi.

- Potere dell'amore: viene utilizzato da Comet per compiere le magie con il Magic Twirling a partire dall'episodio 21 e, a differenza del Potere Stellare, non si esaurisce mai. Anche Meteo riceve il potere dell'amore nell'episodio 36. Quando Comet si trasforma con il potere dell'amore, il suo costume rimane rosa e lungo fino a metà coscia, ma è più elaborato e le stelle diventano cuori. Quello di Meteo rimane lungo fino ai piedi, ma cambia leggermente e diventa rosso e bianco.

## Anime

### Episodi
| Nº | Titolo italiano Giapponese 「Kanji」 - Rōmaji - Traduzione letterale | In onda           | In onda           |
| Nº | Titolo italiano Giapponese 「Kanji」 - Rōmaji - Traduzione letterale | Giapponese        | Italiano          |
| 1  | La luce stellare 「星の輝きを持つ者」 - Hoshi no kagayaki wo motsu mono – "Colui che possiede la brillantezza delle stelle" | 1º aprile 2001    | 20 settembre 2004 |
| 1  | Nel Sistema Nebulare Triangolare si sta svolgendo una grande festa: il principe della stella Tambourine deve, infatti, scegliere la sua sposa tra Comet, principessa di Harmonica, e Meteo, principessa di Castanet; la festa viene però interrotta per l'improvvisa scomparsa del principe. Comet, pur non avendo mai visto il principe, parte, insieme a Gommino, per la Terra: è lì che il principe si è rifugiato, anche se Comet non nutre un desiderio particolare di riportarlo a casa, quanto solo visitare quel pianeta sul quale è stata anche la madre da giovane. |                   |                   |
| 2  | La mia nuova casa 「新しい家」 - Atarashii ie – "La nuova casa" | 8 aprile 2001     | 21 settembre 2004 |
| 2  | Mentre anche Meteo arriva sulla Terra con Mook e si fa ospitare da una coppia di coniugi ai quali fa credere, tramite un incantesimo, di essere la figlia, Comet trova alloggio a casa dei gemelli Nené e Tolmino Fujiyoshi. La principessa fa molta amicizia con i bambini, che scoprono che lei è in grado di usare la magia. |                   |                   |
| 3  | Il tunnel stellare 「星のトンネル」 - Hoshi no tonneru – "Il tunnel delle stelle" | 15 aprile 2001    | 22 settembre 2004 |
| 3  | Dopo aver portato i bambini all'asilo, seguendo il sensore di brillantezza Comet arriva alla spiaggia. Qui accetta di uscire in mare aperto con la barca a vela di Keitaro, che le presenta il suo mozzo Keisuke, la persona con la brillantezza stellare che Comet stava cercando: Keisuke, però, si dimostra scontroso nei confronti della ragazza. Nel tentativo di raggiungerlo per fare amicizia, a causa del rollio della barca Comet gli cade in grembo e Keisuke, imbarazzato, si tuffa in mare per tornare a riva a nuoto. Intanto Meteo, cercando di seguire Comet, sta attraversando il mare a piedi, dividendo le acque con il Potere Stellare, ma la magia finisce e la principessa rischia di annegare. Salvata da Keisuke, Meteo comincia a corteggiarlo. |                   |                   |
| 4  | Tutti allo zoo 「わくわく動物園」 - Wakuwaku dōbutsu-en – "Un'emozionante gita allo zoo" | 22 aprile 2001    | 23 settembre 2004 |
| 4  | La classe di Nené e Tolmino ha organizzato una gita allo zoo e Comet, insieme alla maestra Yuki e ad altre mamme, li accompagna. Durante la visita, la principessa e Gommino litigano: l'animaletto vorrebbe che lei andasse alla ricerca del principe, mentre Comet non ne ha nessuna intenzione perché vuole solo divertirsi; Gommino decide quindi di andarsene. La sera, non vedendolo tornare a casa, Comet esce a cercarlo e lo salva dalle grinfie di una scimmia dello zoo che lo aveva catturato. Dopo il salvataggio, i due fanno pace. |                   |                   |
| 5  | Come costruire un regno 「ゆっくり王国づくり」 - Yukkuri ōkoku-zukuri – "Un regno si costruisce lentamente" | 29 aprile 2001    | 24 settembre 2004 |
| 5  | Comet, Keisuke, Nené e Tolmino aiutano il padre dei bambini a creare un orto sulla collina. Durante la notte, Comet fa crescere con il Potere Stellare le piantine per poter gustare subito con la famiglia la frutta e la verdura, ma un commento la mattina seguente da parte del signor Fujiyoshi le fa capire di aver sbagliato. Purtroppo, non ha abbastanza Potere Stellare per riparare il danno, ma inaspettatamente scopre che Meteo, credendo che volesse far colpo su Keisuke e decidendo quindi di farle un dispetto, ha riportato le piante allo stadio di semi, ponendo involontariamente rimedio al guaio. |                   |                   |
| 6  | Novità in negozio 「お店に置くもの」 - Omise ni oku mono – "Qualcosa da mettere in negozio" | 6 maggio 2001     | 25 settembre 2004 |
| 6  | Per rinnovare gli oggetti in vendita al negozio, Sayaka chiede a Comet di trovare un'idea. La principessa è in difficoltà, ma poi incontra il signor Kashima, che, con i legni che il mare deposita sulla spiaggia, crea delle bellissime sculture. La ragazza trova così ciò che serve per rinnovare il negozio: una stupenda fenice di legno. |                   |                   |
| 7  | La fatina del fiume 「キラキラにすむ妖精」 - Kirakira ni sumu yōsei – "La fatina che vive nella brillantezza" | 13 maggio 2001    | 26 settembre 2004 |
| 7  | Keitaro, Keisuke, Comet e i gemelli vanno a fare una gita al fiume. Qui Tolmino cattura la fatina del fiume e la porta a casa; la piccola creatura, però, si ammala perché è lontana dall'acqua pura del fiume. Mentre Comet, con l'aiuto di Mook e Meteo, riporta la fatina al fiume, gli uomini-cavalletta vengono mandati sulla Terra da Mago per riportare a casa Gommino, considerato inutile per la principessa. Comet riesce però a impedirlo: ad andare su Harmonica alla fine è la fatina che, a causa della pioggia che ha reso torbida l'acqua del fiume, non è riuscita a guarire. Grazie alle cure dell'ospedale di Harmonica, la fatina ritrova la sua brillantezza. |                   |                   |
| 8  | Un abito speciale 「素敵なドレスづくり」 - Sutekina doresu-zukuri – "Cucire un bel vestito" | 20 maggio 2001    | 27 settembre 2004 |
| 8  | Dopo aver assistito a un matrimonio, Nené vuole un abito da sposa e Comet s'impegna per trovare qualcuno che le insegni a disegnare. All'atelier di moda della signorina Hanamura incontra Yuchi, una ragazza che disegna stupendi abiti da sposa, ma che si sente incompresa dalla direttrice. Con l'aiuto di Comet, che con il Potere Stellare rende reali i bozzetti, Yuchi e la principessa si mettono a vendere per strada gli abiti, ma nessuno li vuole comprare o indossare. Alla fine, Yuchi, Comet e anche Nené capiscono che l'abito da sposa è speciale proprio perché lo si indossa una volta sola. |                   |                   |
| 9  | Una nuvola per dormire 「雲のゆりかご」 - Kumo no yuri kago – "Una culla di nuvole" | 27 maggio 2001    | 28 settembre 2004 |
| 9  | In città sta per tenersi il concerto del cantante Shun Imagawa e Comet, Nené e Tolmino decidono di andarci, ma i biglietti sono esauriti. Mentre mangiano lo zucchero filato su una panchina del parco, Comet crea per sé e per i gemelli una nuvola per dormire in cielo. Improvvisamente, un ragazzo vi si sdraia e si mette a dormire. Comet decide di lasciarlo fare e tutti e quattro, su nuvole separate, passano l'intero pomeriggio a dormire in cielo, sospinti delicatamente dal vento. Quando Comet si sveglia è ormai sera: la principessa recupera Nené e Tolmino, ma la nuvola dell'altro ragazzo non si trova. Tuttavia, ricorrendo al Potere Stellare, Comet risolve la situazione e riesce a far arrivare il ragazzo, che si scopre essere proprio il cantante Shun, in tempo al proprio concerto. |                   |                   |
| 10 | Primi amori 「はじめての好き」 - Hajimete no suki – "La prima cotta" | 3 giugno 2001     | 29 settembre 2004 |
| 10 | Meteo è preoccupata perché qualcuno la segue e chiede a Panic di indagare. Scopre così che a pedinarla è Kamiya, il fratello maggiore di Panic, innamoratosi di lei: la principessa è disperata per questo pretendente non voluto. Nel frattempo, Comet vede Keisuke e Shun scontrarsi per lei. |                   |                   |
| 11 | Il potere del Magic Twirling 「バトンの力」 - Baton no chikara – "Il potere del Baton" | 10 giugno 2001    | 30 settembre 2004 |
| 11 | Comet incontra Takai, un giovane battitore di baseball, e la sua amica Asuka, majorette. Il ragazzo è molto bravo, ma solo in allenamento; infatti, durante le partite non riesce mai a giocare bene perché sente su di sé il peso di troppe aspettative. Grazie ad Asuka, che lo incoraggia durante la partita facendo roteare il suo bastone da majorette, Takai riesce a battere un homerun. Anche Comet incoraggia Keisuke nello stesso modo durante la gara per ottenere la qualifica di assistenti di spiaggia, nonostante il ragazzo l'abbia trattata male perché geloso di Shun. Grazie alla principessa, Keisuke vince. |                   |                   |
| 12 | La scomparsa di Gommino 「ラバボーゆうかい事件」 - Rababō yuukai jiken – "Il caso del rapimento di Rababoo" | 17 giugno 2001    | 1º ottobre 2004   |
| 12 | Shun e Meteo tornano da Los Angeles e la ragazza decide di organizzare un concerto a casa sua. Mentre Comet riesce a farsi invitare, con i gemelli, Gommino viene rapito da Panic. Meteo, appresa la notizia, decide di approfittarne per tenere lontana Comet dal concerto e avere Shun tutto per sé. La principessa riesce nel suo intento perché Comet cerca per tutta la serata Gommino insieme a Keisuke, ma poi, una volta ritrovatolo, per non finire nei guai porge le sue scuse alla principessa di Harmonica. |                   |                   |
| 13 | Le piccole sarte 「ヌイビトたちの夜」 - Nuibito-tachi no yoru – "La notte delle sarte" | 24 giugno 2001    | 2 ottobre 2004    |
| 13 | È arrivata l'estate e si sta avvicinando la stagione balneare, ma Keisuke prende una distorsione alla caviglia e il medico gli prescrive una settimana di assoluto riposo, che però il ragazzo non può permettersi perché a breve deve disputare una gara importante. Nel frattempo, la madre di Comet invia alla figlia, per il cambio di stagione, le sarte stellari, delle piccole fatine che cuciono vestiti meravigliosi intessuti di brillantezza stellare. Con il loro aiuto, Comet si fa cucire un abito da infermiera e, nella notte, guarisce la caviglia di Keisuke. |                   |                   |
| 14 | La festa delle stelle 「星国の七夕伝説」 - Hoshi-koku no Tanabata densetsu – "La leggenda di Tanabata del paese delle stelle" | 1º luglio 2001    | 3 ottobre 2004    |
| 14 | È la vigilia di Tanabata, la festa delle stelle, e, mentre aspetta l'arrivo della madre, Comet aiuta la famiglia Fujiyoshi nei preparativi. Purtroppo, però, Sayaka e Keitaro litigano e decidono di non parlarsi più: Comet e i gemelli sperano che le stelle riescano a farli rappacificare, ma il giorno dopo il cielo è nuvoloso. La principessa, allora, con l'aiuto di Meteo, ripulisce il cielo dalle nuvole e la sera i coniugi fanno pace, stanchi del clima teso e dopo essersi resi conto che i figli sono rimasti molto dispiaciuti dal loro litigio. La serata sembra chiudersi allegramente, ma Comet riceve una spiacevole notizia: la madre non la può raggiungere perché il ponte sulla Via Lattea che collega Vega e Alfa Centauri è crollato, e la donna ha deciso di restare per dare una mano nelle riparazioni. Nonostante la delusione, Comet è molto fiera dell'altruismo della madre. |                   |                   |
| 15 | La sfida dell'uomo ombra 「カゲビトの挑戦」 - Kagebito no chōsen – "La sfida dell'uomo ombra" | 8 luglio 2001     | 4 ottobre 2004    |
| 15 | Comet incontra l'uomo ombra, agente dei servizi segreti di Harmonica, venuto a sorvegliarla e a raccogliere informazioni sugli uomini che lei ha conosciuto per scoprire chi di loro è il principe. In particolare, la sua attenzione si sofferma su Shun e, dopo aver scoperto che il ragazzo non ricorda niente del suo passato prima di diventare famoso e che il suo esordio nel mondo della musica coincide con la scomparsa del principe, si convince che sia proprio lui la persona che stanno cercando. L'uomo ombra dice anche a Comet che la pietra verde da lei raccolta la sera della scomparsa del principe si chiama Pietra della memoria ed è l'equivalente utilizzato su Tambourine della Sfera della memoria. Comet restituisce a Shun la pietra per fargli tornare la memoria, ma ciò non sortisce alcun effetto e capiscono che il cantante non è il principe. Fidandosi della principessa, l'uomo ombra torna su Harmonica. |                   |                   |
| 16 | Alla ricerca del palazzo del drago 「竜宮城を探そう」 - Ryū miyagi wo sagasou – "Andiamo alla ricerca del palazzo del drago" | 15 luglio 2001    | 5 ottobre 2004    |
| 16 | Essendo impegnata con le prove della coreografia del gruppo delle majorette, Comet incarica Gommino di accompagnare i gemelli al mare. Qui incontrano Panic, che racconta loro la leggenda del palazzo del drago, un castello fantastico sul fondo del mare. Meteo, sicura che sia lì che il principe si nasconde, prende Gommino con sé e si immerge. Anche Comet, per soddisfare il desiderio di Nené e Tolmino, li porta sul fondo del mare durante la notte, trasformando la macchina di Sayaka in un sottomarino. Il gruppo passa l'intera nottata a giocare con i pesci e a scoprire le bellezze del mondo sommerso, ma senza trovare nessun castello. Meteo, invece, si convince di averlo visto e la mattina dopo, riportando Gommino a Comet, se ne vanta con l'altra principessa: ignora che ciò che ha visto in realtà erano i fari del sottomarino di Comet. |                   |                   |
| 17 | Le stelle ci guidano 「メテオさんの涙」 - Meteo-san no namida – "Le lacrime di Meteo" | 22 luglio 2001    | 6 ottobre 2004    |
| 17 | Da qualche tempo Meteo è più irritabile e scontrosa del solito e spreca il Potere Stellare in incantesimi inutili. Dopo aver scoperto che Mook, di conseguenza, ha chiesto alle stelle di non donarle più i loro poteri, Meteo lo caccia di casa e il piccolo gufo si rifugia da Comet, confessandole che la principessa di Castanet si sente sola perché non ha ancora trovato un amico ed è convinta che nessuno la ami. Comet si reca a casa sua per professarle la sua amicizia, ma scopre che Meteo è scappata di casa; nel frattempo, questa ha incontrato un motociclista misterioso che, senza proferire parola, le offre un passaggio, ma l'uomo viene cacciato dai genitori terrestri di Meteo e la ragazza litiga con loro perché poteva essere il principe. Alla fine, però, le stelle le indicano la cosa giusta da fare e la ragazza torna a casa a chiedere perdono. |                   |                   |
| 18 | I robot 「戦うロボ」 - Tatakau robo – "I robot lottatori" | 29 luglio 2001    | 7 ottobre 2004    |
| 18 | Dopo aver visto un episodio di un cartone animato del fratello, Nené decide di voler diventare un robot e Comet le fa costruire un'armatura gigantesca dalle sartine stellari. La bambina, però, comincia a giocare per la città e per convincerla a tornare a casa Comet trasforma anche Tolmino in un robot. Improvvisamente, vengono attaccati da un t-rex volante agli ordini di Meteo, che si è convinta che Comet le voglia dichiarare guerra: alla principessa di Harmonica non resta che trasformarsi in un robot. Con l'aiuto di Nené e Tolmino riesce ad abbattere il mostro e tutti e tre tornano poi a casa per la cena. |                   |                   |
| 19 | Gita in montagna 「もう一人のコメット」 - Mō ichinin no Kometto – "Un'altra Comet" | 5 agosto 2001     | 8 ottobre 2004    |
| 19 | La famiglia Fujiyoshi e Comet vanno in montagna a vedere la pensione progettata da Keitaro, ma Nené e Tolmino non sono contenti perché avrebbero preferito restare a casa a guardare i fuochi d'artificio, che si sarebbero tenuti quella sera, con i loro amici. Alla pensione, Comet incontra il proprietario e la moglie Spezia, che sente di aver già incontrato. La sera, Comet decide di accompagnare i gemelli a casa con il Tunnel Stellare per far vedere loro i fuochi, ma il Potere Stellare non è sufficiente: in suo aiuto interviene Spezia, che le presta la sua creatura stellare Gommina per raccogliere il Potere. Comet scopre così che la donna è sua zia, trasferitasi sulla Terra e innamoratasi di un umano, che ha poi sposato. |                   |                   |
| 20 | Degli amici da salvare 「ラバピョンのキス」 - Rabapyon no kisu – "Il bacio di Rabapyon" | 12 agosto 2001    | 9 ottobre 2004    |
| 20 | Gommino, innamoratosi di Gommina, vuole assolutamente fare amicizia con lei e si reca quindi alla casetta di marzapane nel bosco dove la coniglietta stellare vive. Non trovandola in casa, Gommino si fa tentare dal budino al cioccolato che sta cuocendo nel camino e, molto affamato, lo mangia. Quando però Gommina lo scopre, si arrabbia moltissimo e Gommino cade in depressione perché lei lo odia. L'occasione per rappacificarsi con lei gli viene offerta da un improvviso incendio che minaccia di distruggere tutto il bosco. Dopo averlo visto salvare coraggiosamente un cerbiatto rimasto intrappolato tra i tronchi infuocati, Gommina decide di perdonare Gommino e, come ringraziamento, gli dà un bacio sulla guancia. Alla fine della giornata, la famiglia Fujiyoshi e Comet tornano a casa. |                   |                   |
| 21 | Sentimenti nuovi 「ミラクル恋力」 - Mirakuru koi-ryoku – "Il miracoloso potere dell'amore" | 19 agosto 2001    | 10 ottobre 2004   |
| 21 | È passata una settimana da quando Comet è tornata dalla montagna e durante questi giorni ha ignorato Keisuke, cercando di non incontrare mai il suo sguardo: la principessa, infatti, si sente strana attorno a lui. Ancora preoccupata per quello che le sta succedendo, Comet torna in montagna con i gemelli per costruire una nuova casetta a Gommina e, dopo una chiacchierata con la zia Spezia, la ragazza conclude che i sentimenti di Gommino per la coniglietta stellare hanno influenzato anche il suo comportamento. Intanto Meteo incontra nuovamente il motociclista misterioso, che chiede il suo aiuto perché non ricorda più nulla del suo passato. Dopo essere intervenuta per difenderla da quell'estraneo e averlo messo in fuga, Comet vuole chiarirsi con Keisuke per il comportamento strano che ha tenuto nei suoi confronti nell'ultimo periodo, ma il ragazzo comincia a evitarla. |                   |                   |
| 22 | La stella nera 「ゼツボーのラバボー」 - Zetsubō no Rababō – "Rababoo disperato" | 26 agosto 2001    | 11 ottobre 2004   |
| 22 | Mago arriva sulla Terra e chiude il portale che collega Gommino a Gommina perché la creatura stellare è troppo distratta e non aiuta Comet nel suo compito. Mago porta con sé anche la stella nera dell'apatia, una sfera che rilascia il suo prigioniero solo dopo averne spento tutta la brillantezza stellare, per farci entrare Gommino e fargli dimenticare la coniglietta stellare. Comet si rifiuta e, nel tentativo di salvare Gommino dalla sfera, viene assorbita anche lei; i due riescono a liberarsi grazie al potere dell'amore trasmesso da Gommina dopo che Meteo ha riaperto il portale. Mago però non è ancora convinto del potere dell'amore; nel frattempo, Meteo manda Mook alla ricerca del motociclista misterioso, convinta che sia il principe di Tambourine. |                   |                   |
| 23 | La brillantezza di Mago 「ヒゲノシタの輝き」 - Higenoshita no kagayaki – "Lo splendore di Mago" | 2 settembre 2001  | 12 ottobre 2004   |
| 23 | Mago rimane sulla Terra per vedere come se la cava Comet tra i terrestri; nel frattempo, la principessa decide di imparare a cucinare, ma, non sapendo da che parte iniziare, si fa aiutare dal potere dell'amore e poi sottopone i piatti cucinati al giudizio di Mago. L'anziano consigliere, però, dopo aver assaggiato il cibo si sente male: il suo Potere Stellare si sta lentamente affievolendo e il cibo permeato di potere dell'amore non gli ha fatto bene. Mentre aspettano che compaiano le prime stelle per ricaricare Mago di Potere Stellare, l'anziano maestro spiega a Comet che esistono diversi tipi di brillantezza stellare, ognuno di un gusto diverso. Una volta ristabilitosi, Mago torna ad Harmonica. |                   |                   |
| 24 | Una nuova amica 「タンバリン星国の姉弟」 - Tanbarin-boshi-koku no ane otōto – "I fratelli della stella Tambourine" | 9 settembre 2001  | 13 ottobre 2004   |
| 24 | Comet incontra Mira, una ragazza arrivata sulla Terra dalla stella Tambourine insieme al fratello minore Karon. La ragazza chiede aiuto alla principessa: la Terra, per lei e il fratello, non si è rivelato un pianeta ospitale e Karon è caduto in depressione. Comet decide di aiutare Mira e, all'appartamento dove i due abitano, incontra anche Meteo, portata al condominio dal motociclista misterioso, che si scopre essere una creazione del Potere Stellare di Karon. Dopo aver perdonato il ragazzo per lo scherzo giocatole, Meteo decide di prenderlo sotto la sua custodia per farlo diventare più forte, mentre Comet propone a Mira di venire a vivere con lei a casa Fujiyoshi. |                   |                   |
| 25 | Una scuola diversa 「忘れちゃった輝き」 - Wasurechatta kagayaki – "La brillantezza dimenticata" | 16 settembre 2001 | 14 ottobre 2004   |
| 25 | Comet vorrebbe che Mira ricominciasse a frequentare la scuola, ma la sola idea di tornarci la fa sentire male, e quindi la principessa, con l'aiuto delle sartine stellari, si trasforma in Mira e assiste alla lezione di Storia al posto suo. Comet la trova però noiosa e, dopo averlo detto al professore, se ne va; poco dopo, i compagni di classe raggiungono la vera Mira e si complimentano con lei per essere riuscita a esprimere l'opinione di tutti: la ragazza ha trovato così tanti nuovi amici ed è felice di tornare a scuola. L'ultima cosa rimasta in sospeso è far capire al professore cosa sbaglia nel suo metodo d'insegnamento: Comet fa tornare indietro nel tempo tutti gli alunni e il professore e li porta all'asilo, dove l'uomo capisce che per coinvolgere i ragazzi bisogna farli divertire. |                   |                   |
| 26 | Mai sprecare il Potere Stellare 「星力をください」 - Hoshi-ryoku wo kudasai – "Per favore, donami il Potere Stellare" | 23 settembre 2001 | 15 ottobre 2004   |
| 26 | Mira e Karon tornano nel loro appartamento e, essendo vuoto, Comet insegna loro come usare il Potere Stellare per arredarlo. Il Potere, però, impazzisce e tutti gli incantesimi vengono annullati. In cerca di una spiegazione, Comet si reca dalla zia Spezia, che le ricorda un'importante lezione impartitale da piccola: il Potere Stellare proviene dalle stelle nebulari del Sistema Stellare ed esse lo donano solo in cambio di amore. Compreso l'errore, Comet insegna anche a Mira e Karon che il Potere Stellare deve essere utilizzato solo in caso di necessità. Tornando a casa, la principessa apprende da Keitaro che Keisuke ha intenzione di andare all'estero per realizzare il suo sogno. |                   |                   |
| 27 | La festa del raccolto 「ケースケの夢の実」 - Kēsuke no yume no mi – "La bellezza del sogno di Keisuke" | 30 settembre 2001 | 16 ottobre 2004   |
| 27 | Comet organizza una festa del raccolto, in ricordo di quella del Sistema Nebulare Triangolare, alla quale invita tutti i suoi amici. Keisuke, però, non può partecipare perché ha una gara molto importante e, se la vincerà, avrà fatto un passo in più verso il suo sogno di andare in Australia a perfezionarsi e prendere la specializzazione di assistente di spiaggia. Comet, preoccupata per lui, si trasforma in vento e si reca alla piscina dove si tiene la gara per sostenerlo di nascosto: Keisuke vince, ma la principessa è molto triste perché il ragazzo dovrà stare lontano dal Giappone per tre anni. |                   |                   |
| 28 | La partenza 「お手伝いできること」 - Otetsudai dekiru koto – "Posso aiutare?" | 7 ottobre 2001    | 17 ottobre 2004   |
| 28 | Yuchi chiede a Comet di farle da modella per la sua prima sfilata, che si terrà nel giro di una settimana; la principessa inizialmente accetta, nonostante la sfilata si tenga lo stesso giorno della partenza di Keisuke per l'Australia, ma poi decide di andare a salutarlo, facendosi sostituire da Meteo. Dopo essere salpato insieme a Keitaro, incoraggiato dall'uomo Keisuke urla al vento i suoi sentimenti per Comet, ma la principessa non riesce a capire le parole del ragazzo. |                   |                   |
| 29 | Il tifone 「カスタネット星国の嵐」 - Kasutanetto-boshi-koku no arashi – "La tempesta di Castanet" | 14 ottobre 2001   | 18 ottobre 2004   |
| 29 | Comet apprende dalle previsioni del tempo alla tv che sta per arrivare un tifone ed è molto preoccupata per la barca sulla quale viaggiano Keitaro e Keisuke; nel frattempo, anche Meteo è agitata, ma per un altro tipo di tempesta: sua madre sta arrivando e lei non è ancora riuscita a trovare il principe. Grazie a un incantesimo sul diario di bordo della barca, Comet viene a sapere che, al posto di restare ancorati fuori dalla tempesta, Keitaro e Keisuke hanno deciso di soccorrere un peschereccio trovatosi in avaria proprio in mezzo al tifone: con il Treno Stellare, la principessa li raggiunge. Intanto, Keisuke si tuffa in mare per salvare un uomo che non è riuscito a trarsi in salvo sulla barca; il ragazzo rischia di annegare, ma dopo aver visto Comet che lo incoraggia tra i flutti, trova la forza per risalire in superficie. La mattina seguente, placatasi la tempesta e consegnati i pescatori agli elicotteri del soccorso marino, Keisuke e Keitaro riprendono il loro viaggio, mentre la madre di Meteo, dopo aver ammirato la brillantezza dell'animo di Keisuke e aver rimproverato la figlia per aver sottovalutato i terrestri, torna su Castanet. |                   |                   |
| 30 | Il mostro di creta 「星力で粘土あそび」 - Hoshi-ryoku de nendo asobi – "Giocando con l'argilla e il Potere Stellare" | 21 ottobre 2001   | 19 ottobre 2004   |
| 30 | Il signor Kashima si reca all'asilo per insegnare ai bambini come si modella la creta: uno dei piccoli, Gen, crea un mostro che Comet, la notte, anima. Il mostro diventa enorme e si mette a vagare in città; Comet cerca di fermarlo, ma poi scopre che l'intento del mostro è solo quello di passare del tempo con il suo creatore: Gen, però, lo rifiuta. La principessa cerca di trovargli una sistemazione, invano; alla fine, il mostro, tornato piccolo, perde la vita per assecondare il desiderio di Gen di modificarlo. |                   |                   |
| 31 | Comet si fa in quattro 「マネビトさんがいっぱい」 - Manebito-san ga ippai – "Ci sono molte Manebito" | 28 ottobre 2001   | 20 ottobre 2004   |
| 31 | Essendo Sayaka malata, Comet si offre di badare alla casa e al negozio al suo posto. Per rispettare la promessa fatta qualche giorno prima di non usare il Potere Stellare per un po', la principessa consegna il Magic Twirling a Gommino per non farsi tentare. Comet passa tre giorni ad occuparsi della malata, della casa, del negozio e dei gemelli, stancandosi molto: le stelle bambine, in pena per la loro principessa, attivano il Magic Twirling e creano quattro sue copie per aiutarla nelle faccende fino alla guarigione di mamma Sayaka. |                   |                   |
| 32 | Il fantasma degli avanzi 「ノコシタオバケがやってくる」 - Nokoshita obake ga yattekuru – "Arriva il fantasma degli avanzi" | 4 novembre 2001   | 21 ottobre 2004   |
| 32 | Mentre le foglie sugli alberi cominciano a ingiallire, Nené ha paura del fantasma degli avanzi, un fantasma che mangia le persone che lasciano il cibo nel piatto. Nonostante né Comet né Sayaka credano alla sua esistenza, il fantasma degli avanzi esiste davvero, animato a partire da una figura su un libro dal Potere Stellare di Meteo. Quando il fantasma arriva, Comet cerca in tutti i modi di proteggere i gemelli dalla sua ira, riuscendo infine a sigillarlo nel libro dal quale proviene. Il giorno dopo, la famiglia si reca al porto ad accogliere Keitaro, di ritorno con la barca dopo aver accompagnato Keisuke. |                   |                   |
| 33 | Due vere principesse 「時には王女のように」 - Tokiniwa ōjo no youni – "Essere una principessa a volte" | 11 novembre 2001  | 22 ottobre 2004   |
| 33 | Comet, Mira, Karon, Asuka e Michiru vorrebbero partecipare a una gara di bravura per majorette, ma serve una squadra da sei persone e, nonostante Comet l'abbia chiesto più volte a Meteo, la principessa di Castanet si è sempre rifiutata. Anche Karon e Mira provano a chiederglielo perché sperano che possa aiutare Michiru a imparare una figura che non le riesce di eseguire correttamente, nonostante i numerosi tentativi. Da una telefonata per Mira e Karon alla quale risponde Gommina, le principesse vengono a sapere che proprio il giorno prima della gara i due fratelli dovranno ripartire per Tambourine. Le due principesse, però, si presentano al messaggero stellare venuto a prenderli e riescono a farli restare un altro giorno. Meteo decide di entrare a far parte della squadra e aiuta Michiru; comunque, nonostante la gara risulti disastrosa, Mira e Karon possono partire il giorno dopo con dei bei ricordi. Intanto, Keisuke riesce a trovare un passaggio in barca che lo porti dallo scalo intermedio al quale l'ha lasciato Keitaro fino all'Australia. |                   |                   |
| 34 | Legami indissolubili 「星の絆」 - Hoshi no kizuna – "Il legame delle stelle" | 18 novembre 2001  | 23 ottobre 2004   |
| 34 | Mentre si reca da Gommina, Gommino viene sequestrato da Mago, che lo porta al Tribunale Stellare per essere processato, in quanto non assiste la principessa Comet. Anche Mook viene chiamato in tribunale come avvocato di Gommino, ma la creatura stellare viene infine condannata a essere imprigionata sulla stella della prigione; come suo sostituto viene inviato Tsukibito. Anche a Mook, però, viene impedito di tornare sulla Terra: Gommino e Mook capiscono che c'è sotto qualcosa e riescono a scappare, scoprendo che era tutto un piano ordito dal ciambellano di Tambourine, travestitosi da Mago. Intanto Comet, preoccupata perché non ha più notizie di Keisuke, trova una rondine ferita. Con il ritorno di Gommino e di Mook, Comet e Meteo riescono a farla tornare dal suo stormo per migrare al sud. |                   |                   |
| 35 | Il saggio di danza 「雪のダンス」 - Yuki no dansu – "La danza della neve" | 25 novembre 2001  | 24 ottobre 2004   |
| 35 | Le classi delle stelle e della luna stanno preparando il saggio di danza, ma Ai, Mai e Mia non vogliono esibirsi perché la loro maestra, la signorina Kyoko, si sposerà lo stesso giorno del saggio e non potrà venire a vederle. In segreto, i bambini decidono di fare il saggio al banchetto nuziale e Meteo accetta di creare loro un sentiero segreto che li porti lì dall'asilo. Nonostante Meteo crei troppi sentieri, facendo perdere i bambini, con l'aiuto di Comet riescono ad arrivare alla cerimonia e ad esibirsi di fronte alla maestra sotto i fiocchi di neve. |                   |                   |
| 36 | Una vita da divo 「みんなの王子さま」 - Minna no ōji-sama – "Il principe di tutti" | 2 dicembre 2001   | 25 ottobre 2004   |
| 36 | Shun torna in città per una serie di concerti e viene assalito dai media, che hanno scoperto che è il figlio della famosa stilista Aiko Kimihara. Comet, nonostante sia ora sicura che non è il principe, si reca dal ragazzo, avendolo visto molto arrabbiato in televisione. Shun le confida di aver sempre pensato di suonare per rendere felice il suo pubblico, ma, da quando ha recuperato la memoria del suo passato, si è reso conto di averlo fatto solo per attirare l'attenzione di sua madre, sempre troppo impegnata: non volendo tradire i suoi fan, ha deciso di smettere di cantare. Vedendoli insieme, Mook decide di far innamorare Comet e Shun, in modo che Meteo abbia campo libero con tutti gli altri pretendenti. Per poter attuare il piano, è necessario togliere di mezzo Gommino, che viene attirato nel Tinkle Star di Meteo grazie a Gommina: l'amore delle due creature stellari fa trasformare il Tinkle Star della principessa. Intanto, Comet riesce a contattare la madre di Shun, ma la donna non può recarsi al concerto del figlio; tuttavia, alla fine riesce ad assistervi.                                                                                |                   |                   |
| 37 | Un cupido pasticcione 「いたずらキューピト」 - Itazura Kyūpito – "Un cupido pasticcione" | 9 dicembre 2001   | 26 ottobre 2004   |
| 37 | Continuando il suo piano di far innamorare Comet e Shun, Mook chiama da Castanet il Bimbo Arco, conosciuto anche come Cupido, nonostante Meteo non sia d'accordo e voglia che smetta. Dopo aver scoccato la freccia a Shun, è il turno di Comet, ma la freccia colpisce Gommino. Una volta venuta a conoscenza dell'errore, Meteo ordina a Cupido di annullare l'incantesimo. Capendo che la principessa di Castanet è innamorata di Shun, Comet le dà l'opportunità di accompagnarlo al lavoro. |                   |                   |
| 38 | Una bufera in arrivo 「キモチの災難」 - Kimochi no sainan – "Fraintendimento di sentimenti" | 16 dicembre 2001  | 27 ottobre 2004   |
| 38 | Mentre Comet porta Tolmino e Nené in montagna da zia Spezia, Meteo viene invitata da Shun allo studio di registrazione, dove il ragazzo le fa cantare una canzone e le chiede di inciderla. Nel frattempo, mentre sciano con lo snowboard, Comet e i bambini vengono sorpresi da una bufera di neve e si rintanano in una buca, bloccati perché la principessa ha finito il Potere Stellare. Tuttavia, con l'aiuto di Meteo, che ha raggiunto Comet per vantarsi del fatto che Shun ha scritto una canzone solo per lei, tutto si risolve per il meglio. La sera, tornati a casa, Comet riceve una telefonata da Shun, dal quale apprende che la canzone cantata da Meteo non è stata composta per la principessa di Castanet, ma per lei. |                   |                   |
| 39 | Voglio essere Babbo Natale 「サンタビトになりたい」 - Santabito ni naritai – "Voglio essere Babbo Natale" | 23 dicembre 2001  | 28 ottobre 2004   |
| 39 | È la vigilia di Natale e Comet decide di vestirsi da Babbo Natale per consegnare i regali. Intanto, Mook è disperato perché la sua principessa pensa solo a Shun e trascura i suoi doveri, ma quando viene a sapere da Gommino che la canzone scritta dal ragazzo è per Comet, lo dice a Meteo, che finge di saperlo e di aver fatto tutto solo per spingerli a dichiararsi. La principessa di Castanet ha anche organizzato una cena a bordo di una nave per Comet e Shun, e cerca di costringere la rivale ad andarci: le due principesse finiscono, però, per litigare e Comet non se la sente più di fare Babbo Natale. Grazie all'aiuto di Babbo Natale (in realtà, suo padre travestito), Comet ritrova il buonumore, mentre Meteo esce a cena con Shun, che le dice che la prossima canzone la dedicherà a lei. Il giorno seguente, a casa Fujiyoshi si presenta Keisuke: alle sue spalle c'è Tsukibito. |                   |                   |
| 40 | Keisuke ha perso la brillantezza 「輝きをなくしたケースケ」 - Kagayaki wo nakushita Kēsuke – "Keisuke ha perso la brillantezza" | 30 dicembre 2001  | 29 ottobre 2004   |
| 40 | Keisuke è tornato dall'Australia, ma è completamente cambiato e ha perso tutta la sua brillantezza. L'aver fallito il test di aspirante bagnino l'ha gettato nella depressione, rendendolo pigro, apatico e indisponente; non solo, odia il mare ed è a conoscenza dell'esistenza del Potere Stellare. Di ritorno da una passeggiata, Comet trova davanti alla porta di casa Mira e Karon: l'improvvisa amicizia dei due ragazzi con Keisuke e l'aver visto Tsukibito portano la principessa a sospettare che il Keisuke arrivato dall'Australia non sia quello vero, ma un abitante di Tambourine. |                   |                   |
| 41 | Il ragazzo venuto dalla stella Tambourine 「タンバリン星国の誰かさん」 - Tanbarin-boshi-koku no dareka-san – "Una persona dalla stella Tambourine" | 6 gennaio 2002    | 30 ottobre 2004   |
| 41 | Keitaro affida Keisuke a Comet, che lo porta in giro per la città a conoscere le persone con la brillantezza. Il ragazzo ammette di non essere il vero Keisuke, e compatisce il principe di Tambourine perché sia Meteo sia Comet sono innamorate di qualcun altro: la prima di Shun, la seconda di Keisuke. Per questa affermazione, la principessa si arrabbia molto e lo abbandona in cima a un palazzo. Dopo essere stata dalla zia a chiederle consiglio, Comet apprende da Mira e Karon che il finto Keisuke è il principe di Tambourine, ed entrambe le principesse corrono a cercarlo, insieme a tutta la flotta stellare di Tambourine, arrivata nel frattempo per riprendersi il sovrano. Comet lo trova e il ragazzo le spiega le ragioni della sua fuga, decidendo, infine, di rivelare il suo vero volto. |                   |                   |
| 42 | È difficile dire addio 「サヨナラの仕方」 - Sayonara no shikata – "Un modo per dire addio" | 13 gennaio 2002   | 31 ottobre 2004   |
| 42 | Il principe della stella Tambourine si è finalmente rivelato: il suo nome è Planet. Prima di lasciarlo tornare sulla sua stella, però, Comet gli chiede di riparare ai guai combinati nei panni di Keisuke: il ragazzo finge di aver deciso di provare a realizzare di nuovo il suo sogno e riparte per l'Australia. Le due principesse non vogliono tornare sulle loro stelle, ma Meteo viene costretta dalla madre, che le concede ancora un giorno per salutare le persone a lei care. Meteo trascorre tutta la giornata insieme a Shun, facendo registrare a Comet i momenti passati con lui, per donare il video ai suoi genitori adottivi e far credere loro che partirà con il ragazzo del quale si è innamorata per un tour all'estero: i due anziani non riuscirebbero, infatti, a sopportare un'altra separazione dopo la morte prematura della figlia. Comet, fermamente decisa a rimanere sulla Terra, si trova però davanti a una scelta difficile: restare sulla Terra significa, infatti, dire addio per sempre alle stelle. |                   |                   |
| 43 | Chi sarà la prescelta? 「に映る輝き」 - Ni utsuru kagayaki – "La brillantezza riflessa negli occhi" | 20 gennaio 2002   | 1º novembre 2004  |
| 43 | Comet decide di tornare su Harmonica e di lasciare Gommino sulla Terra con Gommina; Spezia, però, permette alla coniglietta di seguire la principessa perché presto arriverà il bambino a farle compagnia. Dopo aver salutato tutti gli amici, Comet torna nel Sistema Nebulare Triangolare con il Treno Stellare, accompagnata dai genitori scesi sulla Terra per venire a prenderla. La famiglia si reca subito alla corte di Tambourine per assistere alla cerimonia durante la quale il principe Planet farà la sua scelta. Il ragazzo, però, annuncia di essere ancora troppo giovane e senza esperienza, e chiede alle due principesse di scegliere quale delle due lo vuole sposare: sia Comet sia Meteo rifiutano temporaneamente il matrimonio. Dopo aver riavuto la Pietra della memoria da Comet, Planet riparte per la Terra con Tsukibito per provare a trovare da solo la brillantezza perduta. Anche le due principesse tornano sulla Terra, ma prima di fermarsi dai Fujiyoshi, Comet passa per l'Australia a salutare Keisuke. |                   |                   |

### Colonna sonora
In Italia, per la trasmissione su Italia Teen Television, vengono usate le sigle originali. Per la trasmissione su Italia 1 e Boing, la sigla italiana presenta un arrangiamento completamente diverso dalle originali e viene usata sia in apertura che in chiusura; è presente anche una versione dance remix della canzone nella compilation Cartuno - Parte 4.
Sigla di apertura
- Kimi ni smile (君にスマイル? lett. "Un sorriso per te"), di Nayu Nībori (ep. 1-27)
- Miracle Power ~Stardust Version~ (ミラクルパワー ～スターダスト・バージョン～?), di Shizuka Nakayama (ep. 28-43)

Sigla di chiusura
- Twinkle☆Star (トゥインクル☆スター?), di Saeko Chiba (ep. 1-27)
- Hoshi no parade☆ (星のパレード☆? lett. "La parata delle stelle☆"), di Sayuri Tanaka (ep. 28-43)

Intermezzo
- Miracle Power (ミラクルパワー?), di Saeko Chiba
- Looking For Your Heart - Feeling Soul, di Hiroki Shimowada (Shun Imagawa)
- My Muse, di Chieko Honda (Meteo)

Sigla di apertura e di chiusura italiana
- Gira il mondo principessa stellare, di Cristina D'Avena (soltanto repliche su Italia 1 e Boing)

## Altri media

### CD
| Nº | Titolo CD | Numero tracce | Data uscita      |
| -- | --- | ------------- | ---------------- |
| 1  | Kimi no smile / Milky Way (君にスマイル／ミルキーウェイ?)                                                                     | 4             | 25 aprile 2001   |
| 2  | Twinkle☆Star / Miracle Power (トゥインクル☆スター／ミラクルパワー?)                                                           | 4             | 25 aprile 2001   |
| 3  | Comet-san☆ BGM-shū I (コメットさん☆ＢＧＭ集 Ｉ?)                                                                              | 19            | 27 giugno 2001   |
| 4  | Comet-san☆ Character Song Collection "Egao no nichiyōbi" (コメットさん☆キャラクターソングコレクション『笑顔の日曜日』?)       | 10            | 25 luglio 2001   |
| 5  | Miracle Power ~Stardust Version~ / Hoshi ni negai wo (ミラクルパワー ～スターダスト・バージョン～／星に願いを?)               | 4             | 30 ottobre 2001  |
| 6  | Hoshi no parade☆ / Comet☆Song (星のパレード☆／コメット☆ソング?)                                                               | 4             | 30 ottobre 2001  |
| 7  | Comet-san☆ Character Song Collection II "Comet☆Songs" (コメットさん☆キャラクターソングコレクションＩＩ『コメット☆ソングス』?) | 10            | 29 novembre 2001 |
| 8  | Comet-san☆ BGM-shū II (コメットさん☆ＢＧＭ集 ＩＩ?)                                                                           | 20            | 29 dicembre 2001 |
| 9  | Comet☆ Best Song Collection "Mata au hi made" (コメットさん☆ベストソングコレクション『また逢う日まで』?)                      | 13            | 26 gennaio 2002  |

### Home video
Tra il 3 agosto 2001 e il 14 giugno 2002 la serie è stata raccolta in undici VHS da quattro episodi l'una, a parte la prima e l'ultima che hanno rispettivamente due e cinque episodi. Due box DVD sono stati pubblicati rispettivamente il 21 febbraio 2002 e il 25 aprile 2002.

### Pubblicazioni
- Comet-san☆ Star Diary (コメットさん☆ スター・ダイアリー?), 7 agosto 2002, ISBN 4-7511-0333-4.[21]
- Comet-san☆ Memoire de l'étoile (コメットさん☆ メモワール・ド・エトワール?), 23 luglio 2003, ISBN 4-8443-5698-4.[22]

### Radio
Su canale radio online è andato in onda Hoshi no ko net radio (星の子ネットラジオ?). Si tratta del primo programma radio realizzato dai fan autorizzato dagli autori della serie.

## Sviluppo
La serie, il cui tema è la brillantezza, è destinata ai bambini, ai quali vuole far capire che il mondo è pieno di cose belle. Lo sviluppo della serie è partito dalla Takara Tomy: il character design è stato affidato, tramite un concorso, a Kazuaki Makida. Sono stati in seguito creati il mondo di Comet, il Sistema Nebulare Triangolare, e la trama, che vede due principesse andare alla ricerca di un principe. Nonostante l'obiettivo sia semplice, la difficoltà è rappresentata dal fatto che l'elemento che contraddistingue il principe, cioè la brillantezza negli occhi, è comune a molte persone sulla Terra.

## Accoglienza
Gira il mondo principessa stellare è stato apprezzato per il modo in cui la trama procede lentamente, ma inesorabilmente, e ha ricevuto da TV.com e AnimeClick.it un voto attorno al 7. Proprio per la lentezza e la tranquillità, THEM Anime lo consiglia a un pubblico d'età inferiore ai dieci anni.